# 綾川りの
綾川 りの（あやかわ りの、2月27日 - ）は、日本の女性声優、舞台女優、歌手。

## 来歴・人物
- 声優のりのとは別人。
- 舞台やゲームの声優を主に活動している。海外暮らしが長く、英語に堪能[1]。スペイン語も少々話せる[1]。上智大学スペイン語学科卒業。
- 江上梨乃として劇団東演に所属、2002年入団[1]。歌手「梨乃」としてライブを行っている。以前はイエローテイルに所属していた。

## 出演
太字はメインキャラクター。

### テレビアニメ
- 釣りバカ日誌（2003年、女の子）

### OVA
- みずいろ（2002年 - 2003年、片瀬雪希） - 18禁版（2002年）、全年齢版（2003年）

### 18禁ゲーム
- ハーフヴァンパイア サキさん（2000年、草薙水棹）
- Liberal（2000年、倉橋咲美）
- 銀色 / 完全版（2000年 - 2001年、名無しの少女 / あやめ、佐々井朝奈、妹） - 2作品
- いただきじゃんがりあん（2000年 - 2005年、芦屋美和） - 3作品[一覧 1]
- みずいろ（2001年、片瀬雪希）
- 女神さま☆にお願いっ!! -真夜中の冒険者-（2001年、リディア）
- ねこねこファンディスク（2002年、片瀬雪希、あやめ、佐々井朝奈）
- なないろ 恋の天気予報（2002年、天野夕菜）
- 夏日 -kajitsu-（2002年、井辻千夜）
- あののの。〜君と過ごしたあの日あの時あの未来〜（2003年、甃上美好）
- ねこねこファンディスク2（2003年）
- まじれす!! おまたせ♪Little wing（2004年、鈴木みさき）
- ときどきパクッちゃお!（2004年、フィー）
- ＞＞ふぁみ！ 今日のメニューはレッスンC（2006年、望月桜）
- Scarlett（2006年）
- らぶ+らび（2006年、スウィー・ティー・キャラメリゼ）
- Always ふと、気が付けばキミとの日常…（2006年、水乃森雫）
- Kanoso↑（2007年、川澄舞） - 同人ゲーム
- ね〜PON?×らいPON!（2007年、ラムネ）
- バルドフォースEXE（2007年、YUKI）
- ぱすてる☆ななな 魔法少女はオトコノコ!?（2008年、リリ・リンドグレン） - 同人ゲーム
- そらいろ（2009年、新谷理沙美沙）

### 一般向ゲーム
- みずいろ（2002年、片瀬雪希） - DC版、PS2版
- 120円の春 ¥120Stories（2005年、ママ）
- narcissu（2005年、セツミ / 佐倉瀬津美） - 同人ゲーム
  - narcissu SIDE 2nd（2007年、セツミ / 佐倉瀬津美） - 同人ゲーム
  - narcissu 3rd -Die Dritte Welt-（2009年、セツミ / 佐倉瀬津美） - 同人ゲーム
  - ナルキッソス〜もしも明日があるなら〜（2010年、セツミ / 佐倉瀬津美）
  - ナルキッソス-スミレ-（2015年、セツミ / 佐倉瀬津美） - 同人ゲーム
  - narcissu 姫子エピローグ（2016年、セツミ / 佐倉瀬津美） - 同人ゲーム
  - narcissu 0（2016年、セツミ / 佐倉瀬津美） - 同人ゲーム
- そらいろ Portable（2012年、新谷理沙美沙）

### ドラマCD
- とろいめらいのCDなお話（あやめ、佐々井朝奈、川澄舞、美凪の母親、水瀬秋子）
- みずいろ シリーズ（片瀬雪希）
  - みずいろおかえしCD その2
  - みずいろ ドラマCD、ドラマCD Vol.2（2001年）
  - まじかる☆雪希ちゃん（2002年8月） - C62出展時に販売された限定品
  - ねこクリスマス（2002年12月） - C63出展時に販売された限定品
  - まじかる☆シンドリッタ（2003年12月） - C65出展時に販売された限定品
  - ** ドラマCD みずいろ 片瀬雪希編、早坂日和編、ショートエピソード・あめのちはれ（2002年 - 2003年）
- narcissu -dorama CD-（2006年、セツミ / 佐倉瀬津美）

## ディスコグラフィ

### キャラクターソング
| 発売日        | 商品名                                      | 歌                   | 楽曲                     | 備考                                                                          |
| ------------- | ------------------------------------------- | -------------------- | ------------------------ | ----------------------------------------------------------------------------- |
|               | いただきじゃんがりあん ボーカルコレクション | 芦屋美和（綾川りの） | 「みんなでLove Tension」 | PCゲーム『いただきじゃんがりあん ちょこっとあどべんちゃ〜』オープニングテーマ |
| 2002年1月10日 | みずいろ みんなのうた キャラクターアルバム  | 片瀬雪希（綾川りの） | 「ごめんね」             | PCゲーム『みずいろ』関連曲                                                    |
| 2002年8月20日 | みずいろ みんなのうた2 キャラクターアルバム | 片瀬雪希（綾川りの） | 「降る雪」               | PCゲーム『みずいろ』関連曲                                                    |
| 2003年3月1日  | みずいろ みんなのうた3 キャラクターアルバム | 片瀬雪希（綾川りの） | 「雨やどり」             | PCゲーム『みずいろ』関連曲                                                    |

## その他
- 朱 -Aka-（ボーカル曲の歌詞英訳）

### シリーズ一覧
1. ↑  「無印」（2000年）、『いただきじゃんがりあん ちょこっとあどべんちゃ〜』（2001年）、『R』（2005年）